# منتخب الدنمارك لكرة اليد للناشئات
منتخب الدنمارك لكرة اليد للناشئات (بالدنماركية: Danmarks U/19-håndboldlandshold)‏ هو ممثل الدنمارك الرسمي في المنافسات الدولية في كرة اليد
.